# Marisa Baena
Marisa Baena, född 1 juni 1977 i Pereira i Colombia, är en professionell golfspelare som spelar på den amerikanska LPGA-touren.
Baena började att spela golf då hon var sex år gammal. Hon studerade vid University of Arizona och hade en framgångsrik amatörkarriär med höjdpunkten då hon vann den individuella NCAA-titeln 1996 och blev tvåa i U.S. Women's Amateur Championship samma år. Hon kvalificerade sig för LPGA-touren i sitt första försök och hade sitt nykomlingsår 1999 men hon har inte levt upp till förväntningarna efter sin amatörkarriär. Hennes bästa resultat i en slagspelstävling är en delad andraplats i 2003 års Jamie Farr Kroger Classic. I juli 2005 vann hon överraskande HSBC Women's World Match Play Championship då hon slog Sydkoreas Meena Lee med ett hål i finalen. Hon vann 500 000 dollar och tre års säkrat spel på LPGA-touren.